# Leandra Smeda
Leandra Smeda, född den 22 juli 1989, är en sydafrikansk fotbollsspelare som bland annat spelat för Vittsjö GIK i Sverige. Smeda ingick i truppen som representerade Sydafrika i VM i Frankrike 2019 vilket var Sydafrikas första VM. Hon var också med i Sydafrikas lag under Olympiska sommarspelen 2012.
Smeda värvades till Vittsjö GIK från den litauiska klubben Gintra Universitetas i januari 2019.